# Brandon Proctor
Brandon Proctor é um sonoplasta norte-americano. Reconhecido por trabalhos como Pantera Negra (2018), Pantera Negra: Wakanda Para Sempre (2022), Amor Bandido (2012), Minions 2:A origem de Gru (2022).
O sonoplasta já recebeu 28 indicações no total para prêmios em sua categoria, tendo vencido 6 delas. Dentre essas indicações se encontram nomeações para o prêmio BAFTA, para o Gold Derby, para o Óscar e Cinema Audio Society.
Proctor foi nomeado ao Óscar 2019 na categoria de Melhor Mixagem de Som por Black Panther (2018).